# 湯ノ丸山
湯ノ丸山（ゆのまるやま）は長野県東御市・上田市と群馬県嬬恋村の県境にある標高2,101mの山。烏帽子火山群の一峰。

## 概要
浅間連峰の西側に位置し、山麓には湯の丸スキー場、鹿沢スノーエリアといったスキー場がある。山頂近くのつつじ平には60万株にもおよぶ湯の丸レンゲツツジ群落があり、国の天然記念物に指定されており、シーズンには山肌を朱色に染めるほどである。
長野県道・群馬県道94号東御嬬恋線の地蔵峠まで車で登れるため、比較的気軽に登山ができる山である。
隣にある烏帽子岳とあわせて登山するハイカーも多い。
山の東側には湯の丸高原を形成し、スキー、登山と年間をとおして賑わっている。
山頂からは、南には八ヶ岳、東に浅間山、北に四阿山、西に北アルプスや北信の山々が眺められる。